# Judith von Lens
Judith von Lens (* 1054 in der Normandie; † nach 1086) war eine Nichte Wilhelms des Eroberers. Sie war die Tochter seiner Schwester Adelheid, Gräfin von Aumale, und des Grafen Lambert von Lens aus dem Haus Boulogne.
Im Jahr 1070 heiratete Judith den Earl Waltheof of Huntingdon and Northumbria. 1075 trat Waltheof dem Aufstand der Grafen gegen König Wilhelm bei. Nach dem Zusammenbruch der Rebellion wurde er 1076 enthauptet. Nach der Hinrichtung ihres Ehemanns wurde Judith von ihrem Onkel mit Simon I. de Senlis verlobt; Judith verweigerte jedoch die Heirat und floh außer Landes, woraufhin Wilhelm Judiths Besitz beschlagnahmte, der vor allem in den Midlands und East Anglia lag, darunter Earls Barton, Great Doddington, Grendon und Potton.
Judith und Waltheof hatten drei Töchter, von denen die älteste, Maud das Earldom ihren beiden Ehemännern, dem von Judith abgelehnten Simon de Senlis und später David von Schottland, dem späteren König seines Landes, zuführte.